# Représentations diplomatiques en Sierra Leone

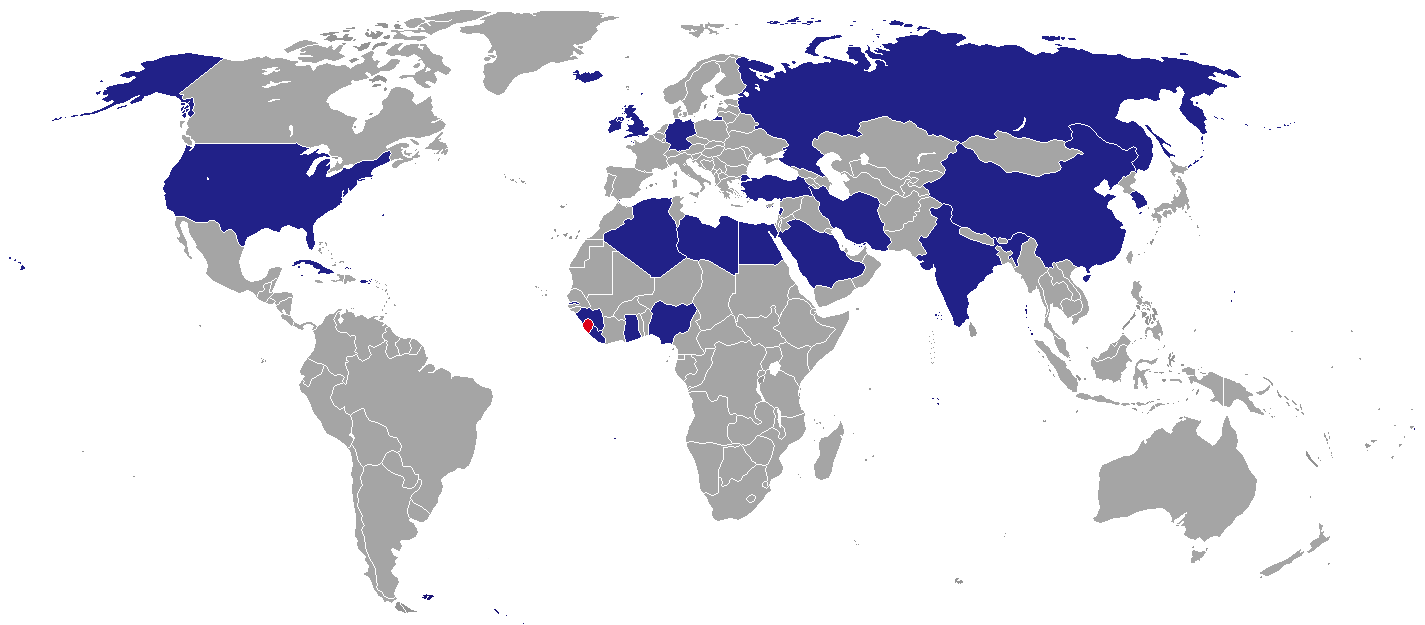
Carte des représentations diplomatiques en Sierra Leone

Voici une liste des représentations diplomatiques en Sierra Leone. À l'heure actuelle, la capitale Freetown abrite 16 ambassades et hauts-commissariats.

## Ambassades et hauts-commissariats
Freetown
| - Allemagne - Brésil - Chine - Égypte - États-Unis - Gambie - Ghana - Guinée | - Iran - Irlande - Liban - Liberia - Libye - Nigeria - Royaume-Uni - Turquie |

## Mission
- Union européenne (Délégation)

## Ambassades et hauts-commissariats non résidents
| - Afrique du Sud (Abidjan) - Argentine (Abuja) - Australie (Accra) - Palestine (Conakry) - Autriche (Dakar) - Belgique (Abidjan) - Cameroun (Abidjan) - Canada (Abidjan) - Croatie (London) - Cuba (Accra) - Danemark (Accra) - Espagne (Dakar) - France (Conakry) - Grèce (Abuja) - Inde (Abidjan) - Indonésie (Dakar) - Israël (Dakar) - Italie (Abidjan) - Japon (Accra) | - Lesotho (Tripoli) - Mali (Conakry) - Malte (La Valette) - Mexique (Accra) - Norvège (Abidjan) - Pays-Bas (Dakar) - Pologne (Abuja) - Portugal (Dakar) - Tchéquie (Accra) - Roumanie (Abuja) - Russie (Conakry) - Serbie (New York) - Slovaquie (Abuja) - Suède (Stockholm) - Suisse (Abidjan) - Tanzanie (Abuja) - Trinité-et-Tobago (Abuja) - Ukraine (Conakry) |